# Фаленопсис Люддеманна
Фаленопсис Люддеманна (лат. Phalaenopsis lueddemanniana) — епіфітна трав'яниста рослина родини орхідні. 
 Вид не має усталеної української назви, в українськомовних джерелах частіше використовується наукова назва Phalaenopsis lueddemanniana.

## Синоніми
- Polychilos lueddemanniana (Rchb.f.) Shim, 1982
- Phalaenopsis lueddemanniana var. Delicata Rchb.f., 1865
- Phalaenopsis lueddemanniana var. Ochrata Rchb.f., 1865
- Phalaenopsis lueddemannii Náves in FMBlanco, 1880
- Phalaenopsis lueddemanniana f. Delicata (Rchb.f.) O. Gruss & M. Wolff, 2007
- Phalaenopsis lueddemanniana f. Ochracea (Rchb.f.) O. Gruss & M. Wolff, 2007

## Природничі варіації
- Phalaenopsis lueddemanniana var. boxalli Hort 1962
- [[Phalaenopsis hieroglyphica|Phalaenopsis lueddemanniana var.hieroglyphica]]   Rchb.f. 1887
- Phalaenopsis lueddemanniana var.fasciata Hort 1965
- Phalaenopsis lueddemanniana var.palawensis Quisumbing 1953
- Phalaenopsis lueddemanniana var.hieroglyphica Rchb.f. 1887
- Phalaenopsis lueddemanniana var.pallens Burb. 1882
- [[Phalaenopsis pulchra|Phalaenopsis lueddemanniana var.pulchra]] Rchb.f 1875
- [[Phalaenopsis pulchra| Phalaenopsis lueddemanniana. var.purpurea]] Rchb.f 1875
- Phalaenopsis lueddemanniana var.surigadensis Hort 1965
- Phalaenopsis lueddemanniana var.wardii Hort 1881

## Біологічний опис

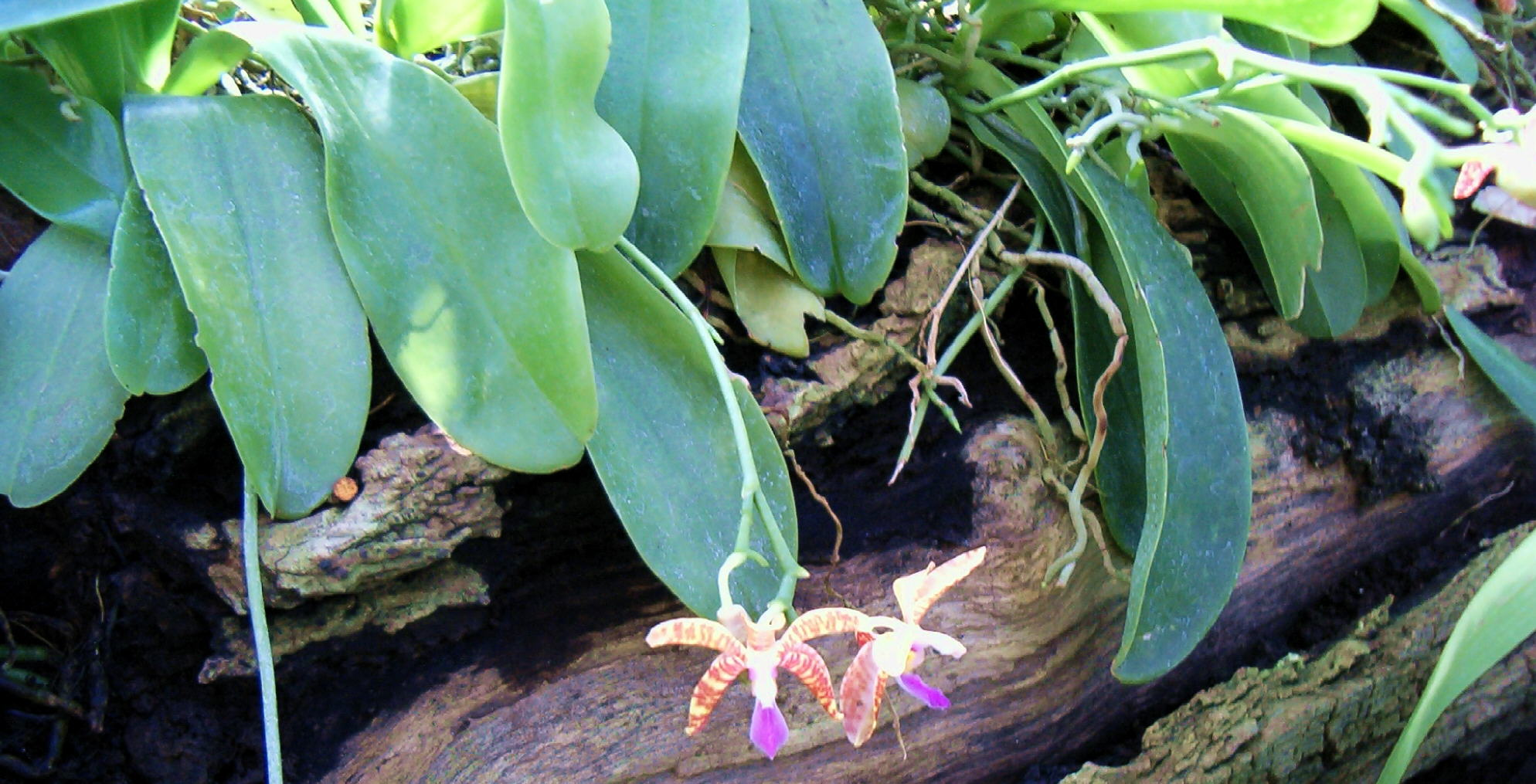

Моноподіальний епіфіт середніх розмірів. 
Стебло укорочене, пряме, висотою до 10-15 см повністю приховане листям.
Коренева система добре розвинена, коріння гладкі, довгі, розгалужені.
Листків 5-8. Листя овальне або еліптичне, довгасте, парне, жорстке, звисаюче, м'ясисте, жовто-зелене, довжиною 10-25 см, шириною 5-10 см.
Квітконіс довжиною до 35 см, з'являється від основи стебла, поникнули, несе 2-7 квіток одночасно.
Квіти діаметром 4,5-6 см, мають приємний сильним ароматом , воскові, білого кольору з красивими поперечними фіолетово-пурпуровими або каштановими рисками в нижній частині, і з коричневими кінчиками. Губа біла з пурпурним нальотом і яскраво-жовтими позначками. Суцвіття - звисаюча малоквіткова (2-7 квіток) китиця. 
Квіти сильно мінливі в деталях забарвлення і форми окремих частин. Розкриваються по черзі протягом тривалого часу, кожна квітка тримається 25-30 днів. Сезон цвітіння — з весни до початку осені.

## Поширення,екологічніособливості
Філіппіни.
Епіфіт на гілках і стовбурах дерев у вологих тропічних лісах на висотах від 0 до 100 метрів над рівнем моря.
Мінімальна і максимальна температура повітря (день \ ніч) в Манілі: 

Січень 23-30\14-22°С 

Лютий 23-30\14-22°С 

Березень 23-31\17-23°С 

Квітень 23-33\18-23°С 

Травень 24-34\18-24°С 

Червень 25-34\18-25°С 

Липень 25-33\18-25°С 

Серпень 25-31\18-25°С 

Вересень 25-31\18-25°С 

Жовтень 25-31\18-25°C

Листопад 24-31\16-24°С 

Грудень 23-31\15-23°С
Відносна вологість повітря 60-93%.

## Історія
Названий на честь французького селекціонера Ф. Люддемана отримав перше цвітіння цього виду в культурі в 1865 році.
Вперше введено в культуру садівничої фермою Лоу і К° у 1864 р., власник якої, Е. Клептон, прийняв рослину за Phalaenopsis equestris.

## У культурі
Температурна група — тепла. Влітку середня денна температура 31-34 ° С, вночі 23-24 ° C, з перепадом в 7-10 ° С. Взимку-навесні денна температура 30-33 ° С, вночі 21-22 ° С.
Освітлення — тінь, півтінь (10000-12000 люксів). Добре росте й цвіте під цілком штучним освітленням.
Відносна вологість повітря — 65-80%.
У період активної вегетації полив рясний. Субстрат завжди повинен бути завжди злегка вологим. Надлишок води викликає бактеріальні та грибкові захворювання. 
 Взимку має слабо виражений період спокою. У цей час підгодівлі припиняють, полив значно скорочують.
Посадка в горщик або кошик. Як субстрат використовують суміш з шматочків кори хвойних дерев середньої фракції (1-3 см), сфагнум, перліт, деревне вугілля. При утриманні в умовах високої відносної вологості повітря можлива посадка на  блок . 
 Пересаджують раз на 2-3 роки, після закінчення цвітіння, коли субстрат починає розкладатися. Після пересадки Ратенов не поливають кілька днів. 
 Часто дає «діток» на старих квітконосах (особливо при відносно високих нічних температурах). Коли корені «дітки» досягають понад 5 см, її відрізають разом зі шматочком цветоноса і відкидають. 

Відцвілі квітконоси не слід видаляти поки вони не засохнуть, тому що на них може відбуватися повторне цвітіння.
Добрива вносять у період активної вегетації один раз на тиждень або раз на два тижні 1/4-1/2 рекомендованої дози спеціальних мінеральних добрив для орхідей.

## Первиннігібриди
- Adyah Prapto — lueddemanniana х javanica (Atmo Kolopaking) 1981
- Ambomanniana — amboinensis х lueddemanniana (Fredk. L. Thornton) 1965
- Borneo Star — bellina х lueddemanniana (Paul Lippold) 2006
- Dreieich Star — lueddemanniana х bastianii (P. Lippold) 2006
- El Tigre — cornu-cervi х lueddemanniana	(John H Miller) 1964
- Elizabeth Todd — sumatrana х lueddemanniana (Fort Caroline Orchids Inc.) 1970
- Freed's Malibu Fascination — lueddemanniana х pallens (Freed) 2004
- Hermione — lueddemanniana х stuartiana (Veitch) 1899
- Hymen — lueddemanniana х mannii (Veitch) 1900
- Joey — gigantea х lueddemanniana (Fort Caroline Orchids Inc. (Dr Henry M Wallbrunn)) 1973
- John Seden — amabilis х lueddemanniana (Veitch) 1888
- Joy Micholitz-Ludde — micholitzii х lueddemanniana (Peter Lin (Wu)) 2007
- Lucata — lueddemanniana	х fuscata (Fredk. L. Thornton) 1967
- Luedde-violacea — lueddemanniana х violacea (Veitch) 1895
- Mahinhin — equestris х lueddemanniana (John H Miller) 1957
- Minuet — lueddemanniana	х parishii (Dr Henry M Wallbrunn) 1976
- Mrs. J. H. Veitch — lueddemanniana х sanderiana	(Veitch) 1899
- Pierrot — aphrodite х lueddemanniana (John H Miller) 1961
- Philippine Fireworks — philippinensis х lueddemanniana (P. Lippold) 2006
- Pulcia — pulchra х lueddemanniana (Alain Brochart (Klinge Orch.)) 2004
- Rasa Veniana — venosa х lueddemanniana (H. Wihardjo) 1985
- Regnier — lueddemanniana х schilleriana	(A. Regnier) 1922
- Spica — fasciata х lueddemanniana (W Vernon Osgood (L. B. Kuhn)) 1969
- Sunfire — lindenii х lueddemanniana (John H Miller) 1964
- Tigerette — lueddemanniana х mariae (Hausermann's Orchids Inc) 1974
- Triayu Maharani — modesta х lueddemanniana (Atmo Kolopaking) 1984
- Wössner Luedde-Sin — inscriptiosinensis х lueddemanniana (Franz Glanz) 1991